# Польсько-литовська ідентичність

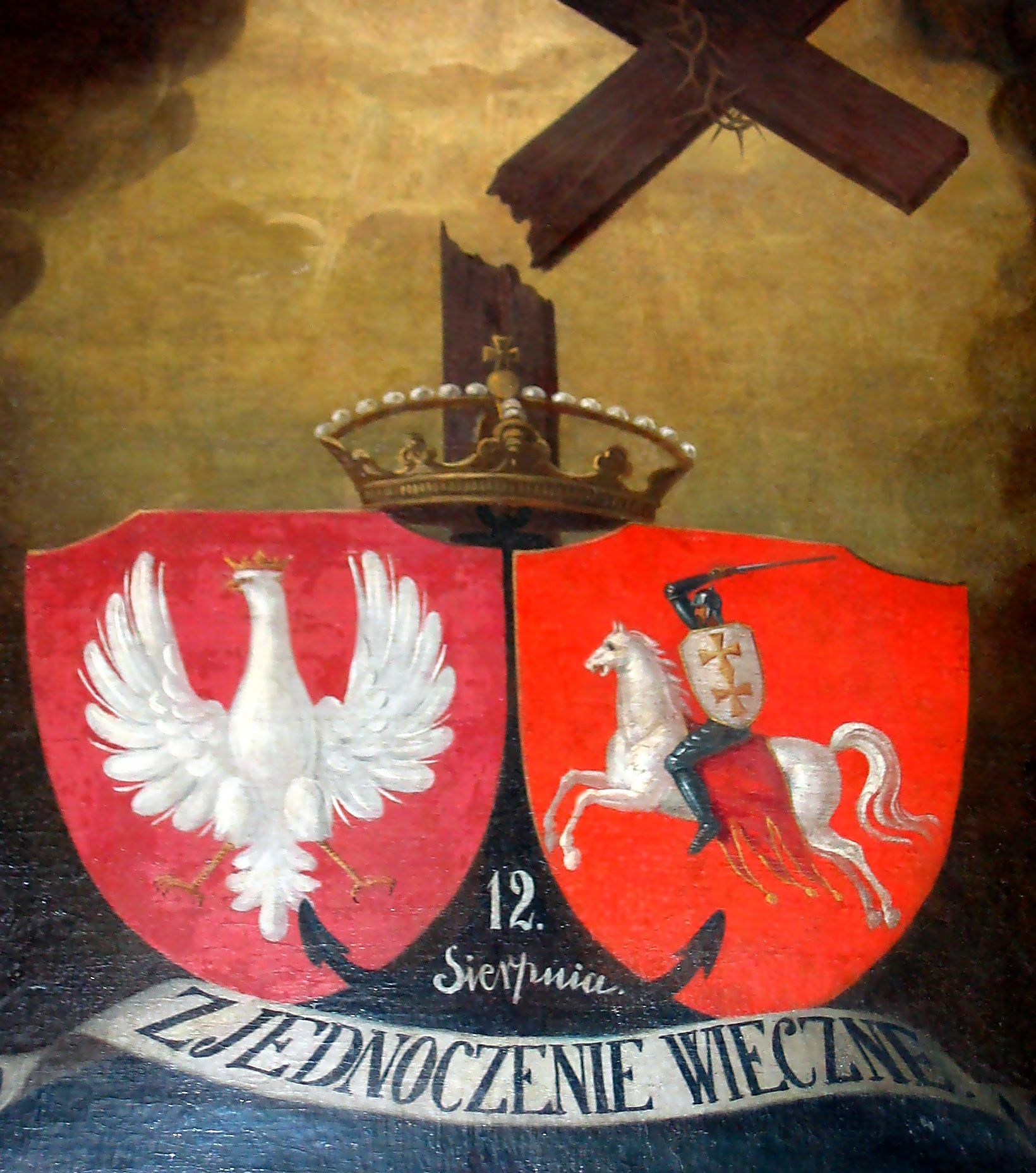
Картина, присвячена Польсько-Литовській унії, створена близько 1861 року. Девіз на ній проголошує «вічну унію» — лише польською мовою.

Люблінська унія 1569 року між Королівством Польським і Великим князівством Литовським утворила багатонаціональну та багатоконфесійну державу — Річ Посполиту Обох Народів, також відому як Польсько-Литовська держава. Її об’єднували спільна національна ідентичність і культура, а не етнічна чи релігійна однорідність. Термін «польсько-литовець» використовувався для позначення різних груп, що проживали в цій державі, зокрема й тих, хто не належав ані до польського, ані до литовського етносів і не сповідував домінантну римо-католицьку віру.
Використання терміна «польсько-литовець» у цьому контексті може викликати неоднозначність, тим більше, що з міркувань зручності його іноді скорочують до «поляк». Це також може бути (помилково) сприйнято як поєднання націоналістичних уявлень XX століття про поняття «поляк» і «литовець», у їхньому сучасному значенні — як етнічні спільноти. Утім, у даному історичному контексті цей термін може охоплювати багато різних етнічних груп, які проживали на території польсько-литовської унії.

## З XVI до XVIII століття

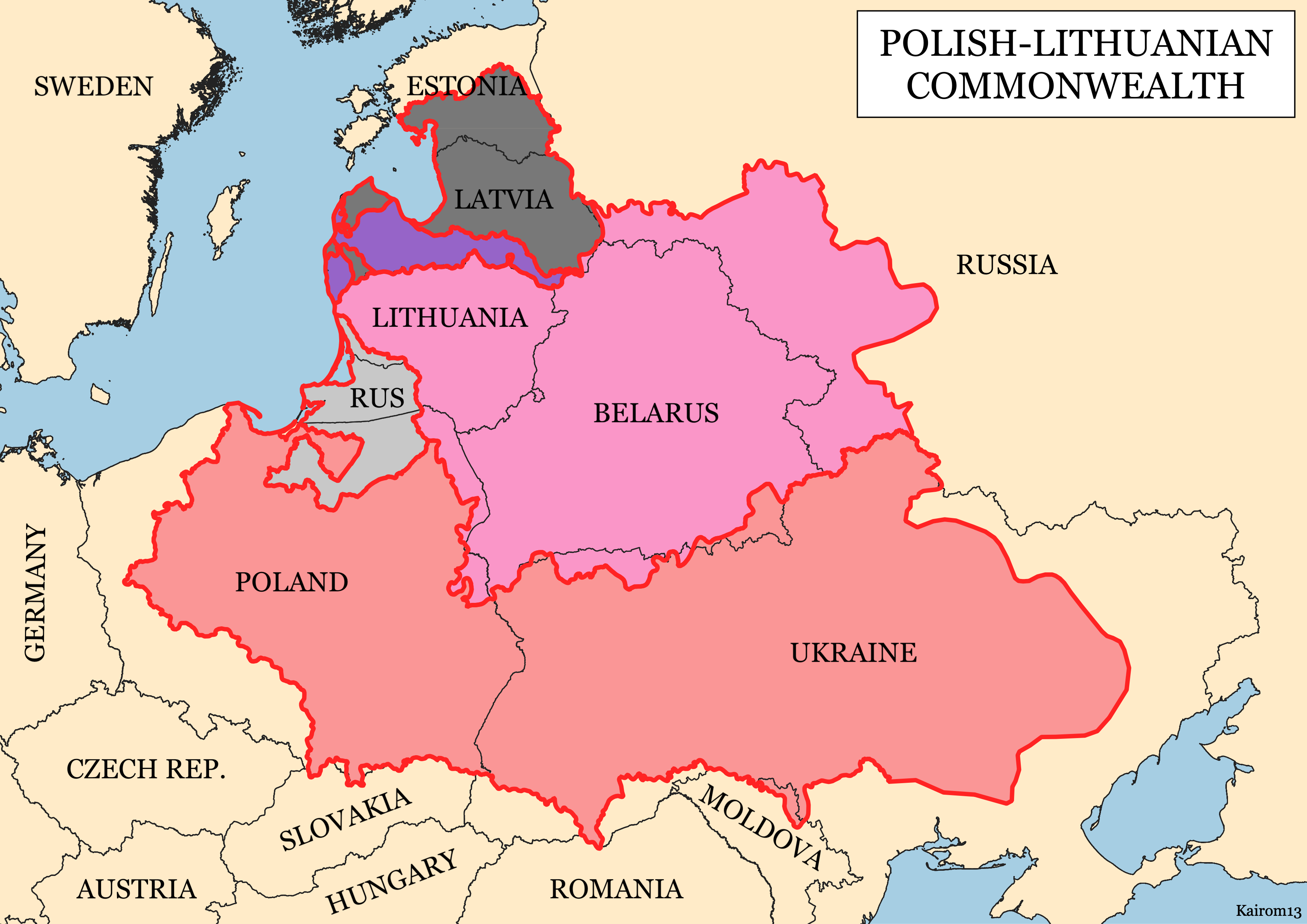
Карта Польсько-Литовської держави в період її територіального розквіту: «Польща» позначена лососевим кольором, а «Литва» — рожевим.

Спосіб опису національної ідентичності під час існування Речі Посполитої часто включав латинську конструкцію «gens - natione» (що поєднувало родове або етнічне походження з національною ідентичністю). Ця конструкція використовувалася елітами Великого князівства Литовського, елітами руськими (українськими та білоруськими), а також у Пруссії. Релігійна належність іноді додавалася, що призводило до таких самовизначень, як Natione Polonus, gente Prussicus (польської національності, прусського народу); або Natione Polonus, gente Ruthenus, origine Judaeus (польської національності, руського народу й єврейського походження). Латинська форма відображає використання цієї мови як нейтральної лінгва франка, що продовжувалась до XVIII століття.
Дворянство Речі Посполитої (Szlachta) також було пов'язане з цією епохою через широко поширену віру в сарматизм, що перевершувала етнічні ідентифікації. Цей «первісний міф» стверджував, що шляхетний клас Речі Посполитої походить від групи воїнів зі Скіфії, і що його представники є расово відмінними — і вищими — за інших жителів регіону. Руське дворянство Речі Посполитої також в певній мірі дотримувалося сарматизму, вважаючи себе частиною сaрматської гілки, відомої як «Роксолани». Литовські еліти розвивали міф про римське походження — зокрема через міфічну династію Палеомонідів. Теорія римського походження литовців до цього часу здебільшого вважалася такою, що виникла за часів Великого князя Вітовта (1392–1430), а назва «Литва» вважалася «спотвореною» формою слова Italia. Мацей Стрийковський і Августин Ротундус були відданими прихильниками використання латини як офіційної мови Великого князівства Литовського через свою впевненість, що литовська мова є лише варіантом латинської народної мови. Їхня віра базувалася на граматичних подібностях між литовською та латинською мовами.
Люблінська унія 1569 року ініціювала процес добровільної полонізації литовських верхів, зокрема через зростаюче використання польської мови, хоча вони й зберігали сильне почуття литовської ідентичності. Ті, хто ідентифікував себе як gente Lithuanus, natione Polonus («Литовці, польської нації»), відрізнялися акцентом, звичаями та кухнею, і не вважали ці категорії взаємно виключними. Частина литовського дворянства, що зменшувалась, а також більшість сільського населення територій Великого князівства Литовського, продовжували використовувати литовську мову, особливо в Самогітії. Ця практика досягла свого мінімуму в XVIII столітті, але знову посилилася під час національного відродження Литви в XIX столітті. За словами Нормана Девіса, до XIX століття литовська мова не мала сталого письмового вигляду, а литовська література здебільшого була релігійною; литовську також рідко чули в столиці Великого князівства, Вільнюсі. Литовські гуманісти Станісловас Раполйоніс (1485–1545), Абрамас Кульвітіс (1510–1545), Мікалоюс Даукша (1527–1613), Костянтинас Ширвідас (1579–1631) пропагували використання литовської мови в контексті підкреслення національної ідентичності Великого князівства. Відомий своєю красномовністю, Ширвідас провів 10 років свого життя, проповідуючи в церкві Святого Іоанна у Вільнюсі (двічі на день, один раз литовською, а один раз польською).
Прикметники «литовський» і «польсько-литовський» використовувалися для опису груп, що проживали в Речі Посполитій, але не належали ані до литовської етнічності, ані до їхньої переважно християнської (католицької) віри, наприклад, липківські татари — мусульманська громада, або литваки (литовські євреї). Православні та уніатські громади також вважалися литовськими.
Німецька меншина, яка була сильно представлена у містах (переважно в міщанстві), особливо в районі Королівської Пруссії, також вважалася частиною «поляків» (Natione Polonus — родом прусак). Крім того, багато пруссів із цього регіону не ототожнювали себе ані з німцями, ані з поляками, а сприймали себе як громадян багатокультурної Республіки.

## У XIX і XX століттях.

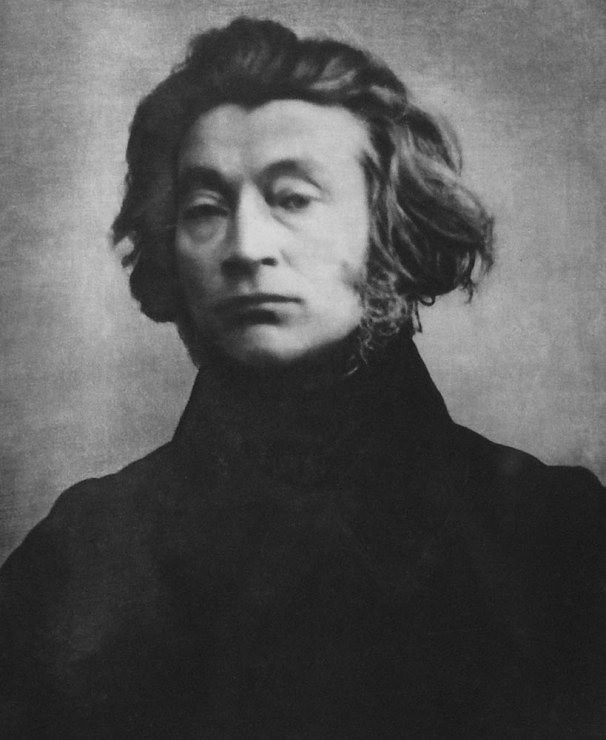
«Пан Тадеуш» — поема польською мовою XIX століття, написана Адамом Міцкевичем, яка й досі залишається дуже популярною. Вона починається словами: «Литво, Вітчизно моя! Ти як здоров’я.»

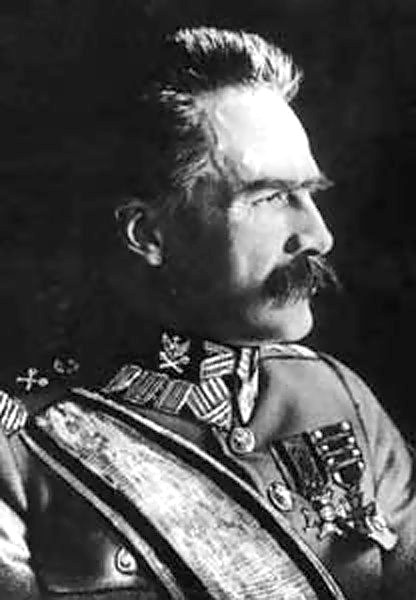
Юзеф Пілсудський, найвпливовіший польський політичний діяч міжвоєнного періоду, часто згадував про своє литовське походження і сподівався відродити колишню Річ Посполиту.

Річ Посполита припинила існування після поділів Польщі наприкінці XVIII століття; Польща та Литва здобули незалежність як окремі нації після Першої світової війни. Розвиток націоналізму через литовське національне відродження став вирішальним чинником, що призвів до відокремлення сучасної Литви від Польщі. Подібні рухи пустили коріння і в Україні, а згодом і в Білорусі (території обох сучасних держав колись були частиною Речі Посполитої, але здобули незалежність лише після розпаду Радянського Союзу наприкінці XX століття). Литовський націоналізм був відповіддю як на русифікацію під час російської окупації, так і на загрозу подальшої полонізації під тиском польської культури. Після скасування кріпацтва в Російській імперії в 1861 році соціальна мобільність зросла, і литовська інтелігенція почала виходити з лав сільського населення; а мова стала асоціюватися з національною ідентичністю, в Литві, як і в інших країнах Європи.
Подвійна ідентичність, яку захищали багато видатних діячів польсько-литовської історії — така, як формула gente Lithuanus, natione Polonus ("по походженню литовець, за національністю поляк"), яка ще на початку XIX століття залишалася популярною, — ставала дедалі менш життєздатною в міру того, як століття просувалося вперед. Лідери невдалого Січневого повстання 1863–1865 років апелювали до спільного минулого, звертаючись до «братів русинів і литовців» та до «братів-поляків юдейського віросповідання». Селяни регіону здебільшого залишалися байдужими, оскільки ніколи не поділяли національної ідентичності, сформованої елітами. Хоча деякі незаможні мешканці краю не вбачали суперечності в тому, щоб описувати себе як «і поляк, і литовець водночас», подвійна ідентичність не була широко сприйнята як самоочевидна. У цьому контексті варто відзначити політику Наполеона в Литві. 1 липня 1812 року Наполеон створив Тимчасову комісію литовського уряду. Цей уряд не мав жодних офіційних зв’язків із Польщею. Наполеон також відмовився приєднати військові частини, що складалися з литовців, до польських. Однак 14 липня 1812 року Тимчасовий литовський уряд офіційно підкорився Генеральній раді Конфедерації Царства Польського.
Крайовці — група осіб, які намагалися зберегти свою подвійність ідентичності, виникли на початку XX століття з метою відновити Великі Князівства Литовське в тісному співробітництві з Польщею. Їхня політична програма, а також ідея Пілсудського щодо федерації, очолюваної Польщею, що фактично відновлювала Річ Посполиту (Міендзиморзе), виявилися невдалими. Тут можна провести аналогію з розподілом між фінською та шведською культурами (див. Декларація незалежності Фінляндії).
Сімонас Даукантас (1793-1864), історіограф литовської нації, автор Darbai senųjų lietuvių ir žemaičių (Дії стародавніх литовців і самогітів), який вважав мову визначальним фактором національності, був досить критичним щодо польсько-литовського союзу і вважав його причиною занепаду литовської держави. Розрив між тими, хто обирав польську мову, і тими, хто обирав литовську, поглиблювався, і обидві групи почали по-різному оцінювати історію самого союзу двох націй. Події, такі як польсько-литовська війна, спроба польського перевороту 1919 року в Литві та конфлікт навколо Вільнюса призвели до серйозних напружень у польсько-литовських відносинах між двома світовими війнами.
У цей період національна приналежність ще могла бути змінною. Найяскравіший приклад — родина Нарутовичів (Narutavičius): Станісловас Нарутавічус став одним із двадцяти підписантів Акту незалежності Литви, а його брат Габріель Нарутович став першим президентом Польщі. Тадас Іванавскас, видатний литовський зоолог і біолог, один із засновників університету Вітаутаса Великого, обрав бути литовцем, тоді як двоє інших братів, Єжи та Станіслав, стали поляками, а Вацлав, наймолодший із братів, — білорусом.

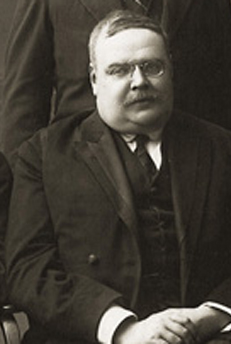
Миколас Рьомеріус був членом легіонів Пілсудського, але потім обрав стати громадянином Литви.

Томас Венклова зазначає, що значення термінів «литовець» та «поляк» змінювалося протягом століть.

«Литовці, які говорили польською, часто знаходили скандальним, коли їх називали «поляками». (...) Як із обуренням заявив один «поляк» литовського походження, Міхал Юкневич, націоналістам Литви: «Ягеллони, Ходкевич, Міцкевич, Пілсудський і я – ми литовці [використовуючи слово «Litwini», польське слово для «литовці»] – а ви; ви – «Lietuvisy» [використовуючи польську форму литовського слова для «литовці»]».
Les Lituaniens de langue polonaise trouvaient souvent scandaleux d'être appelés « Polonais ». (...) Comme l'a déclaré avec colère un « Polonais » lituanien, Michal Juckniewicz, aux nationalistes lituaniens : « les Jagellons, Chodkiewicz, Mickiewicz, Piłsudski et moi – nous sommes des Lituaniens [utilisant le mot « Litwini », le mot polonais pour « Lituaniens »] – et vous ; vous êtes des « Lietuvisy » [utilisant une forme polonaise du mot lituanien pour « Lituaniens »].
Йозеф Пілсудський, важлива політична постать між двома світовими війнами, основний діяч незалежності Польщі після Першої світової війни, організатор спроби польського державного перевороту в Литві у 1919 році та керівник заколоту Желіговського, який привів до включення спірного регіону Вільнюса до Польщі, часто підкреслював своє литовське походження і коротко переслідував мрію відновити Польщу-Литву. Неуспіх цього проєкту, який міг стати сильним противагою Німеччині та Радянському Союзу, призвів до того, що країни Центральної Європи стали жертвами Другої світової війни.
Поет Цезлав Мілош, лауреат Нобелівської премії, часто писав про свою подвійність ідентичності — польську та литовську. Анатоль Лівен наводить Мілоша серед «великих польських постатей», підкреслюючи, що його згадують як «останнього громадянина Великого князівства Литовського» і що його використання слова «литовець» було «значно відмінним від моноетнічного погляду багатьох литовських націоналістів». Сам Мілош порівнював ситуацію литовців-поляків у XIX столітті з положенням освічених шотландців, таких як Вальтер Скотт, чиї твори, хоча й написані англійською, а не гельською мовою, були зосереджені на характерах і традиціях Шотландії. Анатоль Лівен, однак, зауважує, що шотландські прагнення до незалежності були зламані в битві при Калоддені в 1746 році, що, на його думку, зробило шлях Скотта менш складним; він бачить польсько-литовську культуру до 1939 року як поєднання романтичного ідеалізму середньовічної Литви і зневаги до сучасних литовців. Також він заявляє: «Для освічених поляків до Другої світової війни Литва не була нацією, а скоріше збором селян, що говорили на особливому діалекті», що сприяло ще більшій відчуженості нової литовської інтелігенції. Цезлав Мілош пише у своєму листі до литовського поета Томаса Венклови, свого давнього друга і товариша по вигнанню: «У пресі литовських емігрантів були кілька атак на мене, тому що, навіть якщо я родич Оскара Мілоша [литовського поета та дипломата], я поляк, а не литовець». Попри це, радикальні польські націоналісти планували протестувати проти похорону Мілоша, стверджуючи (серед інших причин), що він «не був достатньо польським» — хоча ця демонстрація в підсумку не відбулася.
Литовський дворянин Мечісловас Давайніс-Сільвестрайтіс видавав у Вільнюсі газети Litwa (1908-1914) і Lud (1912-1914) з метою повернення дворянства до литовської нації. Головною метою повернення було зробити литовську мову їхньою сімейною та повсякденною.

## Сучасне використання

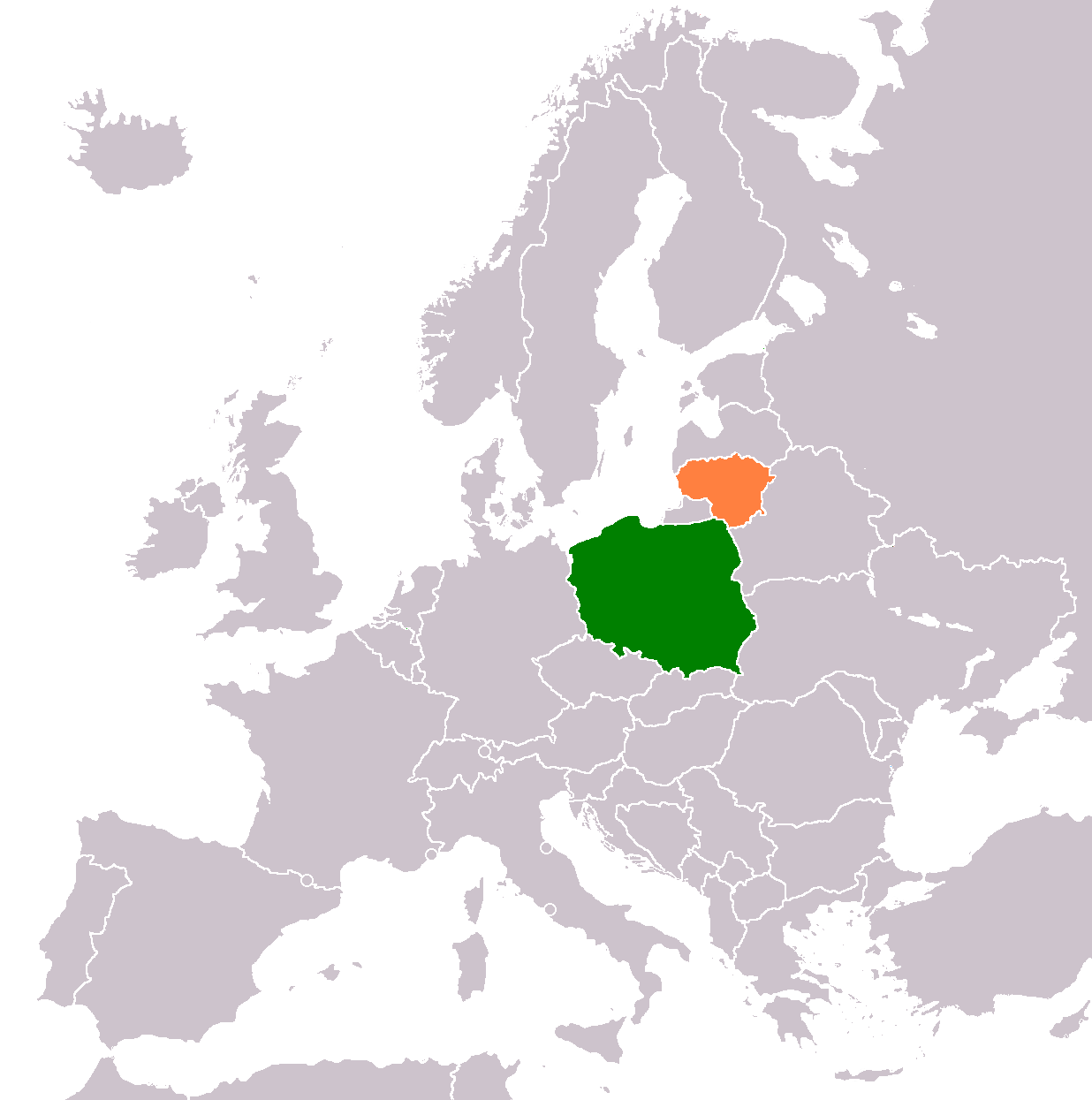
Польща та Литва — два народи, сьогодні відокремлені як окремі нації.

Використання виразів «Поляк-Литовець», «Литовец, полонізований» та «Поляк литовського походження» зберігається в сучасних біографічних описах родини Радзивіллів та кількох відомих особистостей XIX і XX століть, таких як Емілія Платер, Йозеф Пілсудський, Адам Міцкевич, Чеслав Мілош та Габріель Нарутович, серед інших. Водночас інші джерела використовують просто слово «поляк», так само як і слово «Польща» для позначення самої Речі Посполитої. Використання терміну «поляк» перевищує, але не замінює слово «литовець», оскільки це схоже на використання терміну «британський» для позначення Британської Співдружності, що охоплює англійську, шотландську та валлійську частини; однак, оскільки в англійській мові не використовувався інший термін, результат іноді може бути заплутаним. Також була проведена аналогія між використанням «поляк-литовець» та «англо-ірландець» як прикметників. Важливо зазначити, що донаціоналістичне використання «Поляк-Литовець» стосується спільної культури, тоді як більш сучасне та націоналістичне використання «Поляк» і «Литовець» стосується етнічності (відмінної).
Литва та Польща продовжують сперечатися щодо походження деяких культурних ікон, які мають корені в обох культурах; поет Адам Міцкевич є прикладом цієї суперечки.
Сучасна Республіка Польща вважає себе спадкоємицею Республіки Обох Націй і підкреслює спільну історію двох націй, тоді як відновлена після Першої світової війни Республіка Литва бачила участь литовської держави в колишній Республіці в основному в негативному світлі та ідеалізувала період Великого князівства Литовського, хоча ця позиція останнім часом поступово змінюється. Сучасні польсько-литовські відносини покращилися, але їхні погляди на історію все ще можуть відрізнятися.

## Статті, що стосуються теми
- Національна ідентичність
- Відродження національної ідентичності Литви
- Польський націоналізм
- Білоруський націоналізм
- Республіка
- Інші національні ідентичності з об'єднуючим баченням: югослави, радянський народ, британський народ, панруська нація.